# نسخه‌های خطی اولیه قرآنی

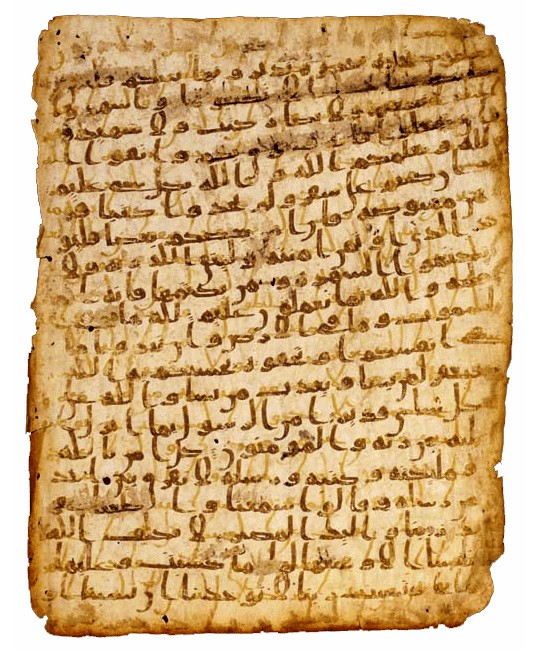
نسخه خطی اولیه قرآنی متعلق به قرن یکم هجری نوشته شده به خط حجازی.

در سنت اسلامی، مطابق احادیث گفته می‌شود که قرآن طی خلافت خلیفه سوم عثمان (از ۶۴۴ تا ۶۵۶ میلادی) به شکل موجود خود به هم پیوسته شد. تعدادی از نسخ خطی قرآنی که قدمتشان به قرن ۷ ام یا ۸ ام میلادی بر می‌گردد، شناخته شده‌اند.

## نسخ خطی حجازی

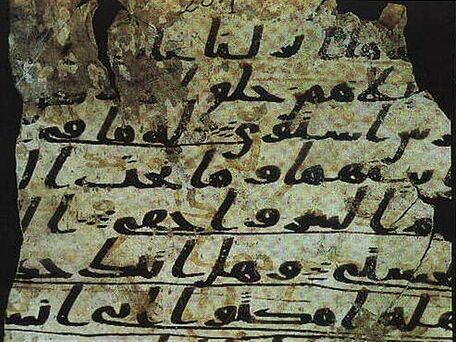
یکی از قطعات قرآن از پالمپسست صنعا، که در سال ۱۹۷۳ در سقف مسجد بزرگ در صنعا، یمن یافت شد و توسط دکتر گرد آر پوین که بین سال‌های ۱۹۸۱ تا ۱۹۸۵ مسئول این پروژه بود، عکس‌برداری شده است.

### مصحف مشهد رضوی
مصحف مشهد رضوی یا کدکس مشهد یک دفترنامه کهن قرآن با خط حجازی، ویراست عثمانی و نشانه‌هایی از چینش ابن مسعود است که در حال حاضر عمدتا در دو نسخه خطی به شماره‌های 18 و 4116 در کتابخانه استان قدس مشهد، ایران نگهداری می‌شود. نسخه اول در 122 و نسخه دوم در 129 ورق با هم بیش از 90 درصد متن قرآن را تشکیل می‌دهند. قدمت این نسخه برپایه چندین آزمایش رادیوکربن به سده‌های نخست یا دوم هجری باز می‌گردد.

### نسخه خطی صنعا
قرآن یمن، یکی از کهن‌ترین نسخ خطی موجود است. در کنار بسیاری از دیگر قطعات قرآنی و غیر قرآنی، در یمن در ۱۹۷۲ میلادی، حین بازسازی مسجد جامع صنعا یافته شد. این نسخه خطی روی پوست نوشته شده‌است، و دو لایه از متن را دربردارد (چندنگاره را ببینید). متن رویی با قرآن عثمانی استاندارد مطابقت دارد، در صورتی که متن زیرین املاهای واژگانی متفاوت بسیاری نسبت به متن استاندارد دارد. ویرایش یا چاپی از متن زیرین در ۲۰۱۲ میلادی منتشر شد. یک تحلیل رادیوکربن، پوست در بر دارنده متن زیرین را، با دقت ۹۹٪، به قبل از ۶۷۱ میلادی تاریخ گذاری کرده‌است.

### پاره توبینگن
در نوامبر ۲۰۱۴، دانشگاه توبینگن آلمان اعلام کرد که یک نسخه خطی ناکامل از قرآن در اختیارشان است (Ms M a VI 165)، و قدمتش بین ۶۴۹ و ۶۷۵ تاریخگذاری کربنی شده‌است (با اطمینان ۹۵٪). در حال حاضر این نسخه خطی این‌طور شناخته می‌شود که به خط حجازی نوشته‌است، اگرچه در کاتالوگ ۱۹۳۰ کلکسیون مربوطه به عنوان «کوفی» طبقه‌بندی شده‌است، و شامل آیات ۱۷:۳۶ الی ۳۶:۵۷ (و بخشی از آیه ۱۷:۳۵) می‌شود.